# Diplomand
Ein Diplomand ist eine Person, die eine Diplomarbeit schreibt und damit knapp vor Abschluss eines Studiums steht. Dieser Zeitraum beginnt mit der Zulassung zum Diplomverfahren durch das zuständige Prüfungsamt einer Hochschule oder Berufsakademie und endet zumeist mit der Beurteilung der Arbeit durch die Betreuer bzw. Prüfer und einer Diplomprüfung.
Die akademischen Grade, die nach Ablegung einer Diplomprüfung (Kolloquium) verliehen werden, sind z. B. Diplom-Ingenieur (abgekürzt Dipl.-Ing.), Diplom-Informatiker (abgekürzt Dipl.-Inf. oder Dipl.-Inform.), Diplom-Physiker (Dipl.-Phys.) oder Diplom-Wirtschaftsingenieur (Dipl.-Wirt.-Ing.). Aber auch andere Diplomgrade wie z. B. Diplom-Pädagoge (Dipl.-Päd.) oder Diplom-Psychologe (Dipl.-Psych.) sind möglich. Diplom-Grade müssen den Zusatz (FH) tragen, wenn sie durch eine Fachhochschule verliehen wurden. In einzelnen Bundesländern kann ein ähnlicher Abschluss mit dem Zusatz (BA) auch an einer Berufsakademie erworben werden. Die entsprechende feierliche Verleihung des Grades wird in Österreich als Sponsion bezeichnet.
Mit Umsetzung des Bologna-Prozesses entfiel der akademische Diplom-Grad an vielen Hochschulen und wurde durch den Bachelor beziehungsweise Master ersetzt. Mangels einer eindeutigen Regelung wird der Verfasser der Masterarbeit im Alltag manchmal als „Masterand“ beziehungsweise weiterhin mit „Diplomand“ bezeichnet. Beim Bachelor findet gelegentlich die Bezeichnung „Bachelorand“ Verwendung.

## Nachweise
1. ↑  Bachelorand bei Duden online